# یوشان تپه سی
یوشان تپه سی مربوط به اوایل هزاره ۱- دوران‌های تاریخی پس از اسلام است و در شهرستان اردبیل، بخش مرکزی، روستای تپراقلو واقع شده و این اثر در تاریخ ۱۲ بهمن ۱۳۸۱ با شمارهٔ ثبت ۷۴۰۲ به‌عنوان یکی از آثار ملی ایران به ثبت رسیده است.